# 父子情
《父子情》（英語：Father and Son）是香港導演方育平执导的首部電影，由石磊、朱虹、容惠雯及郑裕柯（女藝人鄭裕玲的胞弟）主演。電影主題圍繞香港八十年代低下層家庭生活下的一段父子情，講述望子成龍的傳統父親與追逐夢想的兒子之間的矛盾對立，為社會寫實文藝片。
本片是香港新浪潮的代表作之一，1981年4月16日於香港上映，1986年9月24日於美國上映。榮獲第1屆香港電影金像獎最佳電影及最佳導演兩項大獎。在2005年，獲香港電影金像獎協會票選為「最佳華語片一百部」之一。
2024年6月23日晚上，本電影之4K數位修復版於香港文化中心大劇院重新上映；此為康文署《影以載道─銀都作品回顧》開幕禮放映的電影，朱虹與鄭裕柯出席當晚活動。

## 剧情
银行职员罗山木因学历不高受尽社会冷落，服務了二十載的公司寧願晉升經驗較淺的高學歷同事。深知學歷的重要性的他因而一心希望兒子羅家興努力讀書，出人頭地。然而家興不僅不爱学习还经常惹祸，只是小學也轉校了四、五次。父亲及家人年复一年的劝说与关心也不能感动家兴。會考放榜那天，二女兒家喜成功考上大學，但羅山木卻只關心兒子有否考上。为了让中学毕业的家兴出国留学，父亲费尽心思，甚至剝削家中女兒的幸福。他叫大女儿找一個能夠供弟弟到外國讀書的男人結婚；又下令原本可以升讀本地大學的二女兒停學工作。家兴对此却很反感，并背着家人报考艺员，追尋自己的夢想。
最终，家兴沒有勇氣和決心做「不孝子」，决定出国学习，以不负父亲的期望。但当他学习期满、返家前夕，父亲却因儿子留学归来高兴过度而心脏病发猝死。

## 角色
| 演員                  | 角色         | 備註                                     |
| 石磊                  | 罗山木       | 爸爸，任银行职员，重男輕女，一心望子成龍 |
| 朱虹                  | 罗妻         | 媽媽，蓬頭垢面的底層婦女                 |
| 容惠雯                | 罗家娣       | 大女儿，被迫嫁給有錢人供弟弟唸書         |
| 卢大伟                | 黄锦波       |                                          |
| 郑裕柯 李羽田（幼年） | 罗家兴       | 儿子，沒有讀書的天份，喜愛電影           |
| 殷善美 龔意（幼年）   | 罗家喜       | 二女儿，學業優異但最終放棄讀書去工作     |
| 張國明 陳昕（幼年）   | 吳紹沖       | 孤兒，與家興一樣熱愛電影                 |
| 程可為                | 老師         |                                          |
| 廖啟智                | 根叔（職員） |                                          |

## 製作
本片耗資約一百萬港元。

## 公映
1981年，由市政局舉辦的第5屆香港國際電影節拒絕了本片在電影節上首映，只安排在新影片類目，被推測與電影公司鳳凰影業的左派背景有關，主辦方與方育平各執一詞。

## 獎項
| 年份 | 頒獎典禮            | 獎項             | 獲提名 | 結果              |
| ---- | ------------------- | ---------------- | ------ | ----------------- |
| 1982 | 第1屆香港電影金像獎 | 最佳電影         |        | 獲獎              |
| 1982 | 第1屆香港電影金像獎 | 最佳導演         | 方育平 | 獲獎              |
| 1982 | 第1屆香港電影金像獎 | 十大華語片       |        | 獲獎              |
| 2005 | 香港電影金像獎協會  | 最佳華語片一百部 |        | 獲獎 (第二十六名) |